# Debbie Dingell
Deborah Ann Dingell, nata Insley, detta Debbie (Detroit, 23 novembre 1953), è una politica statunitense, membro della Camera dei Rappresentanti per lo stato del Michigan.

## Biografia
Nata a Detroit, dopo la laurea alla Georgetown la Dingell lavorò per molti anni come dirigente della General Motors e lobbista.
Nel 1981 sposò l'importante politico John Dingell e si dedicò all'attivismo politico, operando all'interno del Partito Democratico. Nel frattempo fu attiva in alcune organizzazioni no-profit e in vari consigli di amministrazione.
Quando nel 2014 John Dingell annunciò di voler lasciare il seggio della Camera dei Rappresentanti che occupava da sessant'anni, la signora Dingell si candidò per succedere al marito. Essendo quello dei Dingell un distretto molto favorevole ai democratici, la Dingell non ebbe problemi a vincere le elezioni e divenne così deputata. In questo modo divenne la prima donna ad essere eletta al Congresso succedendo al marito mentre questi era ancora in vita (fino a quel momento infatti le mogli dei deputati erano state elette a loro volta deputate solo da vedove).